# G.F. Hetsch
Gustav Friedrich Hetsch (født 28. september 1788 i Stuttgart, død 7. september 1864 i København) var en arkitekt af tysk afstamning, men med sit hovedvirke i Danmark, hvor han blev en ledende skikkelse i senklassicismen. Han var far til Christian Hetsch.

## Ungdom i Tyskland
Han blev født i Stuttgart, hvor hans far, Philipp Friedrich von Hetsch, var hofhistoriemaler og kunstgalleridirektør (1758-1838). Hans mor, Louise Friedrike Wilhelmine (1766-1800), var født Scholl. Hetsch blev student ved universitetet i Tübingen, men hans lyst til tegning ledte ham ind på andre baner. Han begyndte at studere arkitektur under bygningsinspektør Etzels vejledning og rejste i 1808 med sin far til Paris. Her fortsatte han sine studier hos arkitekterne Percier og Lebas. Samtidig uddannede han det for hans slægt fælles musikalske talent under den berømte pianist Kalkbrenners vejledning. Han var en periode i tvivl, om bygningskunsten eller tonekunsten skulle være hans fremtidsopgave. Efter at have fuldendt sine studier tog han plads som konduktør hos arkitekt Rondelet ved restaurationen af kirken St. Géneviève. I 1812 blev han kaldt tilbage til sin fødeby, hvor kongen mente at have brug for ham som for andre yngre talentfulde arkitekter; men da hans forhåbninger i denne retning skuffedes, drog han i slutningen af samme år til Italien, kunstens forjættede land. Her arbejdede og studerede han med lidenskabelig iver. Blandt de mange kunstkammerater, han traf her, blev den danske arkitekt Peder Malling hans bedste ven.

## Rejse til Danmark
Da han havde mistet tilliden til den fremtid, hans eget land kunne byde ham, fulgte han med Malling til Danmark. Dagen den 15. oktober 1815, hvor han satte foden på dansk grund, blev en mærkedag, ikke alene for ham selv, men for kunsthåndværkets præg i Danmark. I København var han allerede kendt på Kunstakademiet, hvortil han indsendte tegninger. Her blev han hurtigt ansat til at undervise ved den nyoprettede ornamentskole for arkitekter. Man købte af ham en stor samling studietegninger efter antik bygningskunst, som var forbilleder for de vordende arkitekter. I 1820 blev han medlem af akademiet, 1822 professor i perspektiv, 1829 overordentlig, 1835 ordentlig professor i arkitektur.
Hetsch havde det held straks ved sin ankomst til København at komme i berøring med den dengang i kunstens verden næsten enerådende bygmester C.F. Hansen, som overdrog ham udsmykningen af det indre af Christiansborg Slot. Her fik Hetsch rig lejlighed til at udfolde sin dekorative begavelse og benytte sine omhyggelige studier efter den antikke, ɔ: den romerske, kunst. Man kan have sympati eller ej for den kunstretning, der dengang herskede, men man må i ethvert tilfælde absolut beundre den konsekvens og den kunstneriske respekt, hvormed han løste opgaven. Hans arkitektoniske viden var større og hans sydlige naturel kraftigere end de samtidige danske kunstneres, så det var intet under, at han fik mange officielle og private hverv. Han tegnede møbler og dekorationer til Christian 8.’s Palæ på Amalienborg, til Prins Ferdinands og Mac Evoys Palæer i Bredgade, til de kongelige udstyr, til prinsesserne Vilhelmines og Carolines bordservicer, til adskillige rigmænds lejligheder, til gravmonumenter på kirkegårde, til æresgaver til fyrster og berømte mænd.
Vi står her ved det centrale i Hetschs betydning for Danmark. Hans uvisnelige ære er den, at han har indgydt vort kunsthåndværk nyt og kraftigt blod; med beundringsværdig energi og utrættelig flid arbejdede han for, at vi i denne retning skulde være på højde med udlandet. Lad være, at vi nu ofte finder hans frembringelser svage og usympatetiske, man må huske, at det var i empiretiden, men det skal dog siges og slås fast, at næppe nogen dansk kunstner har haft en så afgørende indflydelse på hele nationens smagsretning som den lille Württemberger, der fandt sit andet og egentlige hjem her. Hetsch var ensidig, utrolig ensidig, han ejede kun syn og sans for en enkelt provins i kunstens vidtudstrakte rige, alt andet fordømte han, selvfølgelig med urette; men inden for sin bestemte begrænsning var han en mester, og lige til den sidste tid, i møbler, i sølv- og guldarbejder, i porcelæn og terrakotta, overhovedet i alt kunsthåndværk, sporer vi hans indflydelse, på en vis måde skæbnesvanger for vor kunstneriske udvikling, men samtidig et vidne om hans energiske personlighed.

## Lærergerning
Ligesom indflydelsen på kunsthåndværket er den ene, således er lærervirksomheden den anden side af hans betydning. Hans tegnefærdighed og akkuratesse var enestående, og lidenskabelig fordrede han af sine elever, at de i enhver retning skulde følge hans eksempel. Og som lærer ved akademiet havde han mange elever, og hans ånd har gennemtrængt dem således, at også her – se fx Theophilus Hansen. Sporene overalt kunne følges. Og det var ikke alene danske, som søgte hans undervisning; svenske, norske og russiske kunstnere har han uddannet, og igennem deres virksomhed som lærere og arkitekter har hans påvirkning bredt sig i vide kredse. Som udøvende arkitekt har Hetsch ikke præsteret meget. Nogle restaurationer af kirker og herregårde, nogle privat huse i København, på St. Annæ Plads og i Bredgade, Synagogen i Krystalgade (1833) og den katolske kirke i Bredgade (1842), et par herregårde, det er det hele. Man finder i disse bygninger en solid smag, men mangel på fantasi og frodig skaberevne. Hetsch var i en lang periode (1828-57) kunstnerisk leder af den kongelige porcelænsfabrik, han gav impulsen til Ipsens terrakottafabrik, til L. Rasmussens zinkstøberi og til mange lignende håndværksinstitutioner. Han deltog med stor iver i industriforeningens virksomhed (han sad i repræsentantskabet fra 1841 til sin død), han var direktør for Det Tekniske Institut (1844-57), og han virkede i det hele taget på enhver måde for tegneundervisningens fremme. Derfor var det ikke underligt, at kunstnere og håndværkere i 1846 lod udarbejde en guldmedalje til hans ære og overrakte ham den ved en større fest, hvortil Oehlenschläger havde skrevet festsangen.
Hetsch foretog i årenes løb (1829, 39, 51, 55) adskillige rejser til udlandet, hvor han traf gamle venner og lærekammerater, ligesom han overalt blev hyldet, både ved fester og ved æresbevisninger, danske som fremmede. Han var to gange gift: Første gang i 1823 med Chr. F. Hansens datter, Annette (20. marts 1795 – 21. november 1827), og anden gang i 1829 med hendes søster Caroline Amalie Augusta (15. oktober 1800 – 31. maj 1874). Han udgav en række skrifter, blandt andre Om Tegneundervisning (1834), Fortegninger for Haandværkere (1836-40), Vejledning til Perspektivens Studium og Anvendelse (1839), Om Moden og den rene Smag (1848), Om Tegnekunsten betragtet som Dannelsesmiddel (1853), Bemærkninger ang. Kunst, Industri og Haandværk (1863). Sammen med G.F. Ursin skrev han Begyndelsesgrunde af den geometriske Tegnelære (1828). Flere af disse skrifter udkom i nye udgaver og blev oversat til forskellige sprog.
Han døde efter en kort sygdom den 7. september 1864. Et stort gravmæle af sort marmor og sandsten med inskriptioner og portrætmedaljoner af ham og C.F. Hansen er sat over hans grav i Holmens Kirkes kapel.
Så Hetsch end langtfra alle sine projekter fuldførte efter ønske, som Toldboden, dekorationen af Christian 4.s kapel i Roskilde Domkirke, Gammelholms bebyggelse, Marmorkirkens ombygning, så kunne han dog med tilfredshed se tilbage på et ualmindelig virksomt og frugtbringende kunstnerliv. Hans søn Christian Frederik Hetsch (24. september 1830, – 15. marts 1903), udfoldede som arkitekturmaler, dekorationsmaler, teatermaler, lærer ved tekniske skoler og kunstnerisk leder af forskellige fabrikationer en ikke ringe virksomhed. Han ægtede 1857 Anna Kirstine Nyeland (16. december 1831); han har udgivet et stort værk: Industrielle Tegninger af Kunstnere og Haandværket (1872-82).
Hetsch blev Ridder af Dannebrog 1836 og Dannebrogsmand 1840.

## Værkliste
- Interiører på Christiansborg Slot (1815 til cirka 1835, brændt i 1884).
- Gravkapel for Preben Bille-Brahe, Horne Kirkegård (1825).
- Interiører i Dehns Palæ for Christopher MacEvoy, Bredgade 54, København (cirka 1817-25, fredet, brand- og vandskadet 2010).
- Synagogen, Krystalgade, København (1829-33, fredet).
- Sankt Ansgar Kirke, Bredgade, København (1840-41, fredet).[1]
- Steensgård, Langeland (1836-37, fredet).[2]
- Restaurering af Svanninge Kirke (1836-38).
- Hovedbygning på Klintholm Gods (1837, fredet).
- Ombygning af Broholm (1839-40, fredet).
- Ombygning af Basnæs (1842-46).[3]
- Von Essens villa, Helsingborg (1842-46).
- Restaurering og ombygning af Gjorslev, ny sydfløj (1843-47, fredet).
- Ombygning af Egeløkke (1845-46, tilskrevet, fredet).
- Barfredshøj (1847-48, fredet).
- Palæ, Sankt Annæ Plads 1-3, København (1847-50, fredet, restaureret 1988 efter Hetschs oprindelige intentioner).[4]
- Ombygning af Holsteinborg (1848-50, senere ført tilbage til oprindelig skikkelse).
- Forhøjelse af Peschiers Gård, Holmens Kanal 12, København (1850, fredet).
- Industriudstilingsbygning på Christiansborg Ridebane (1852, forsvundet).
- Udvidelse af Polyteknisk Læreanstalt i Sankt Peders Stræde, København (1855).
- Løveporten og de flankerende buegange med mere, Toldboden samt rederiet C.K. Hansens hovedsæde med boder med mere, Esplanaden 15 (oprindelig Toldbodvej 5), København (1856, fredet 1979, blankmursfacader nu hvidmalede).

### Gravmæler
- Biskop Nicolai Edinger Balle (1819, Assistens Kirkegård).
- Grev Gottfried Wilhelm Christian von Schmettau (1823, Assistens Kirkegård).
- Abraham Kall (1823, Assistens Kirkegård).
- D.G. Moldenhawer (1828, Assistens Kirkegård).
- J.D. Herholdt (1842, Assistens Kirkegård).
- H.J. Meldahl (1843, Frederiksberg Ældre Kirkegård).
- C.F. Weyse (1847, Gråbrødre Kirkgård, Roskilde).
- Grev Alfonso Maria de Aguirre y Gadea Yoldi (1852, Assistens Kirkegård, katolsk afdeling).

### Projekter
- Konkurrenceprojekt for Marmorkirken (Frederiks Kirke) (1833).
- Et Thorvaldsens Museum på Marmorkirkens plads (1834, 1837, 1838, Nationalmuseet).
- Villa for grev Rantzau-Breitenburg (1838).
- Thorvaldsens Museum i kgl. vognremise ved Christiansborg (1839).
- To ombygningsforslag til Gerdrup (1840-41).
- Planer for Gammelholms bebyggelse (1843-44, 1853).[5]
- Bazar og gallerier ved Peder Madsens Gang (1840'erne).
- Ligkapel ved Holmens Kirke (1846).
- Forfatningsmonument ved Toldboden (1848).
- Forlystelsesetablissement, butikker med mere sammesteds (1847-48, 1853-54).
- Bebyggelse ved Toldboden (1853-54).
- To projekter til Marmorkirken (kuppelkirke og basilika) (1855).
- Lav butiksrække ved Helligåndskirken (1858, 1861).
- Udstillingsbygning på Gammelholm (1859, 1862).
- Bygning for Det Kongelige Kjøbenhavnske Skydeselskab og Danske Broderskab på Vesterbro.

### Kunstindustri og håndværk
- Tegninger til møbler til Christiansborg Slot.
- Bronzekandelabre til Vor Frue Kirke.
- Talrige fortegninger til stole, vaser, kander med mere.
- Tegninger til servicer til Den kongelige Porcelainsfabrik.
- Tegninger til metalarbejder for J.B. Dalhoff og A. Michelsen.

### Skriftlige arbejder
- Begyndelsesgrunde af den geometriske Tegnelære, 1828.
- Veiledning til Perspektivens Anvendelse, 1839.
- Fortegninger for Haandværkere, 1839-42.
- Quartalsberetninger fra Industriforeningen i Kjøbenhavn 1845-52.
- Bemærkninger angaaende Kunst, Industri og Haandværk, 1863.